# SN 1998bg
SN 1998bg – supernowa odkryta 22 marca 1998 roku w galaktyce A134711+0207. W momencie odkrycia miała maksymalną jasność 20,90m.